# I Just Want to See His Face
 (octobre 2022).
La mise en forme du texte ne suit pas les recommandations de Wikipédia : il faut le « wikifier ».
Les points d'amélioration suivants sont les cas les plus fréquents. Le détail des points à revoir est peut-être précisé sur la page de discussion.
- Les titres sont pré-formatés par le logiciel. Ils ne sont ni en capitales, ni en gras.
- Le texte ne doit pas être écrit en capitales (les noms de famille non plus), ni en gras, ni en italique, ni en « petit »…
- Le gras n'est utilisé que pour surligner le titre de l'article dans l'introduction, une seule fois.
- L'italique est rarement utilisé : mots en langue étrangère, titres d'œuvres, noms de bateaux, etc.
- Les citations ne sont pas en italique mais en corps de texte normal. Elles sont entourées par des guillemets français : « et ».
- Les listes à puces sont à éviter, des paragraphes rédigés étant largement préférés. Les tableaux sont à réserver à la présentation de données structurées (résultats, etc.).
- Les appels de note de bas de page (petits chiffres en exposant, introduits par l'outil «  Source ») sont à placer entre la fin de phrase et le point final[comme ça].
- Les liens internes (vers d'autres articles de Wikipédia) sont à choisir avec parcimonie. Créez des liens vers des articles approfondissant le sujet. Les termes génériques sans rapport avec le sujet sont à éviter, ainsi que les répétitions de liens vers un même terme.
- Les liens externes sont à placer uniquement dans une section « Liens externes », à la fin de l'article. Ces liens sont à choisir avec parcimonie suivant les règles définies. Si un lien sert de source à l'article, son insertion dans le texte est à faire par les notes de bas de page.
- La présentation des références doit suivre les conventions bibliographiques. Il est recommandé d'utiliser les modèles {{Ouvrage}}, {{Chapitre}}, {{Article}}, {{Lien web}} et/ou {{Bibliographie}}. Le mode d'édition visuel peut mettre en forme automatiquement les références.
- Insérer une infobox (cadre d'informations à droite) n'est pas obligatoire pour parachever la mise en page.

Pour une aide détaillée, merci de consulter Aide:Wikification.
Si vous pensez que ces points ont été résolus, vous pouvez retirer ce bandeau et améliorer la mise en forme d'un autre article.
Pistes de Exile on Main St.
Ventilator Blues
(12) Let It Loose
(14)
I Just Want to See His Face est une chanson du groupe de rock britannique The Rolling Stones parue sur l'album Exile on Main St. en mai 1972.

## Historique
I Just Want to See His Face a été écrite par le duo d'auteurs-compositeurs du groupe : Mick Jagger et Keith Richards. Concernant l'enregistrement, Mick Jagger a déclaré en 1992 : "I Just Want to See His Face était une improvisation avec Charlie Watts et Mick Taylor... Je pense que nous n'étions qu'un trio à l'origine, bien que d'autres personnes aient pu finir par nous rejoindre. C'était une improvisation complète, j'ai fini de faire la chanson puis je l'ai ajoutée au riff que Charlie et Mick jouaient, c'est comme ça que je m'en souviens...".
Les éléments gospel de certaines chansons présentées à Exile on Main St. ont été attribués à la présence de Billy Preston lors des dernières sessions d'enregistrement à Los Angeles. Preston a emmené Mick Jagger aux offices du dimanche. L'enregistrement initial a eu lieu chez Keith Richards, à la Villa Nellcote, dans le sud de la France. Avec Mick Jagger au chant principal, Bobby Whitlock au piano électrique, Mick Taylor à la basse et Bill Plummer qui le double à la contrebasse. On pense cependant plus vraisemblablement que le piano électrique a été joué par Bobby Whitlock (anciennement le claviériste de Delaney et Bonnie et ancien partenaire de Bobby Keyes), et qu'il n'a pas pu être nommé sur l'album à cause des droits d'exclusivité qu'il avait avec son maison de disques à l'époque. Charlie Watts joue de la batterie, avec le producteur Jimmy Miller aux percussions. Clydie King, Venetta Fields, Jerry Kirkland chantent les chœurs.
Whitlock décrit le développement de la chanson dans un commentaire sur YouTube : "Je joue du piano électrique sur cette chanson. Tout est venu de Mick qui m'a demandé si mon père était un prédicateur et s'il pouvait jouer avec une sensation de gospel. C'était le résultat. J'ai travaillé sur le vibrato et j'ai commencé à jouer, et Mick Taylor a commencé à jouer de la basse et Charlie a commencé à jouer de la batterie et Mick Jagger a chanté... J'ai été enregistré aux studios Olympic à Londres.

## Réception et postérité
À propos de l'enregistrement, le critique musical d'Allmusic, Bill Janovitz, déclare dans sa critique : "I Just Want to See His Face voit le groupe explorer la musique de l'Amérique, en particulier la country, le blues, le folk et la soul du sud. Cela sonne ancien et d'un autre monde, une chanson gospel marécageuse, qui a été intentionnellement enregistrée pour donner l'impression qu'il s'agissait d'un document d'enregistrement sur le terrain d'une réunion de réveil dans un sous-sol d'église il y a longtemps".
L'atmosphère bluesy et mélancolique de la chanson a gagné l'admiration d'autres artistes. L'auteur-compositeur-interprète Tom Waits le considère comme l'un de ses enregistrements préférés. "Cette chanson a eu un impact énorme sur moi, en particulier en apprenant à chanter avec ce fausset aigu, comme Mick Jagger, quand il chante comme une fille, je deviens fou", a déclaré Waits. "Ce n'est qu'un arbre de vie. Cette bûche est un point d'eau." Il convient de noter les propres chansons de Waits qui ressemblent étroitement à I Just Want to See His Face: 2:19, Fish In the Jailhouse et Walk Away.
I Just Want to See His Face est mémorable pour son ouverture inhabituelle en transition avec la chanson précédente Ventilator Blues. La chanson n'a jamais été jouée en concert par les Stones et n'apparaît sur aucune compilation.

## Personnel
Crédités :
- Mick Jagger: chant.
- Keith Richards: piano
- Mick Taylor: basse.
- Charlie Watts: batterie
- Jimmy Miller: percussion
- Bill Plummer: contrebasse
- Clydie King, Vanetta Fields et Jerry Kirkland: choeurs

## Reprises par d'autres artistes
La chanson a été reprise par le groupe de gospel The Blind Boys of Alabama sur leur album Spirit of the Century (2001).
Le groupe de rock américain Phish a repris cette chanson le 31 octobre 2009 dans le cadre de leur "concert déguisé" d'Halloween, au cours duquel ils ont repris l'album Exile on Main St. dans son intégralité.
Les Black Crowes ont également repris cette chanson en concert, notamment lors de leur dernier concert au Paradiso d'Amsterdam le 18 juillet 2011.